# Каррашсалан, Мануэл Виегаш
Мануэл Виегаш Каррашсалан (порт. Manuel Viegas Carrascalão; 24 октября 1901, Сан-Браш-ди-Алпортел, 30 сентября 1977, Лиссабон) — португальский и восточнотиморский политик, в молодости активный анархо-синдикалист. За участие в террористическом подполье был выслан в Португальский Тимор. Участвовал в сопротивлении японскому вторжению 1942, реабилитирован португальскими властями. Занимал пост мэра Дили, был известен также как крупный агробизнесмен. Основатель и глава влиятельного восточнотиморского семейства, отец известных политиков Мариу Каррашаслана, Мануэла Каррашсалана-младшего, Жуана Каррашсалана, Наталии Каррашсалан Антунеш, Анжелы Каррашсалан.

## В Португалии

### Активист
Родился в бедной семье на юге Португалии. Отец Мануэла Каррашсалана был португальцем, мать — испанского происхождения. С двенадцатилетнего возраста Мануэл работал подсобником в типографии, потом печатником и корреспондентом леворадикальной газеты.
Мануэл Каррашсалан был убеждённым анархо-синдикалистом. Состоял во Всеобщей конфедерации труда, Федерации синдикалистской молодёжи и подпольной боевой группе. Занимал в этих структурах руководящие посты. В 1920 и 1922 арестовывался по обвинению в терактах. Вновь был арестован в конце 1924, освобождён под давлением массовых акций. В 1925 Мануэл Каррашсалан был организатором международной конференции молодёжных анархо-синдикалистских союзов в Лиссабоне.

### Боевик
Мануэл Каррашсалан состоял в террористической организации Красный легион (группировка возникла раньше Португальской компартии и характеризовалась как «большевистская»). Боевики совершали теракты и вооружённые нападения на представителей власти. Крайне радикальная позиция Каррашсалана приводила к конфликтам в организациях. Отмечалась его склонность к самостоятельным действиям и единоличным решениям.
15 мая 1925 Мануэл Каррашсалан был арестован по обвинению в покушении на начальника полиции Лиссабона Жуан Мария Феррейра ду Амарал. Был осуждён и приговорён к шести годам ссылки. В 1927 в составе группы из 64 осуждённых анархистов доставлен на корабль и через Кабо-Верде, Бисау и Мозамбик отправлен в Португальский Тимор.

## В Восточном Тиморе

### Ссыльный рабочий
Свои первые восточнотиморские месяцы Мануэл Каррашсалан провёл в тюрьме Айпело близ Ликисы. В 1928 был освобождён и перебрался в Венилале (округ Баукау). Работал плотником и каменщиком, зарабатывал также преподаванием португальского языка. Женился на дочери представителя тиморской традиционной аристократии Марселине Гутерриш — что вызвало недовольство колониальных властей.
В начале 1930-х Мануэл Каррашсалан вместе с другими ссыльными организовал анархо-синдикалистский Альянс освобождения Тимора, связанный с Федерацией анархистов Иберии. Издавал и распространял подпольную анархистскую газету. Был арестован колониальной полицией и выслан на остров Атауро. Несколько лет спустя получил разрешение вернуться в Баукау. Затем перебрался в Ликису. Работал техником на крупной госферме Granja, принадлежащей колониальной администрации.

### Антияпонский партизан
В 1942 на Тимор вторглись японские войска. Мануэл Каррашсалан был арестован оккупантами, но через четыре дня освобождён. После освобождения он, как португальский патриот, примкнул к антияпонскому вооружённому сопротивлению. Был бойцом партизанского отряда.
После ухода японцев в 1945 большая группа восточных тиморцев, в том числе Мануэл Каррашсалан с семьёй, направилась в Португалию. Губернатор Португальского Тимора Феррейра ди Карвалью отметил заслуги Каррашсалана в защите суверенитета Португалии. Мануэл Каррашсалан был принят Антониу Салазаром и получил от него в подарок ферму Granja, а также государственные награды.

### Бизнесмен и политик
Вернувшись в Восточный Тимор, Мануэл Каррашсалан занялся сельскохозяйственным бизнесом. Ферма Granja была переименована в Fazenda Algarve. Каррашсалан выступал как крупный производитель кофе, чая и каучука. В 1953 он основал Ассоциацию торговли, сельского хозяйства и промышленности Тимора. Для своей жены Мануэл Каррашсалан приобрёл ферму Quinta do Anjo.
Мануэл Каррашсалан стал видным представителем восточнотиморской элиты. В 1972 он исполнял обязанности мэра Дили. Поддерживал многообразные связи с индонезийским Западным Тимором, прежде всего с Купангом, организовывал торговлю, культурные и спортивные обмены. В официальных выступлениях называл отношения между португальской и индонезийской частями «этого прекрасного острова Тимор» — «примером мирного сосуществования». Контактировал с начальником индонезийской военной спецслужбы генералом Али Муртопо.

## Кончина
В 1975 Мануэл Каррашсалан прибыл на лечение в Португалию. К тому времени произошла Революция гвоздик, начались процессы деколонизации, в том числе Восточного Тимора. Ситуация представлялась ему тревожной, поскольку Каррашсалан считал единство с Португалией лучшим вариантом развития Восточного Тимора. Он негативно воспринял вторжение индонезийских войск и установление оккупационного режима.
Скончался Мануэл Каррашсалан 30 сентября 1977. Относительно даты смерти существуют разночтения: некоторые источники указывают 24 октября (совпадающее с днём его рождения).

## Семья
Мануэл и Марселина Каррашсалан имели четырнадцать детей. Сыновья Мариу, Мануэл-младший, Жуан были крупными восточнотиморскими политиками, основателями партии Тиморский демократический союз.
Мариу Каррашсалан в 1983—1992 являлся губернатором индонезийской провинции Восточный Тимор, в 2009—2010 — вице-премьером независимого Тимор-Леште. Жуан Каррашсалан был министром инфраструктуры и послом Восточного Тимора в Южной Корее. Мануэл Каррашсалан-младший выступал как активист движения за независимость.
Наталия Каррашсалан Антунеш, дочь Мануэла Каррашсалана, в 1999—2009 была депутатом португальского парламента от Социал-демократической партии. Вернувшись в Восточный Тимор, возглавляла канцелярию президента Жозе Рамуш-Орты, была послом Восточного Тимора в Португалии, Испании, Кабо-Верде, Лаосе. Другая дочь, Анжела Каррашсалан — известная восточнотиморская журналистка и юристка.